# Pernille Kløvedal Nørgaard
|  | Der er to personer med navnet Pernille Kløvedal |
Pernille Kløvedal Nørgaard (født 17. juni 1953) er en dansk skuespiller, sygeplejerske og forfatter. Hun er datter af forfatteren og journalist Erik Nørgaard og Sygeplejerske Ruth Nørgaard.
Hun er gift med grafiker og kunstner Ole Søndergaard. Hun har to børn, Joel Nørgaard og dokumentarinstruktør Pil Kløvedal Nørgaard. Pernille Kløvedal Nørgaard blev som 16 årig, ved en fejl, kaldt ind til casting på filmen Ang. Lone" fordi hun sad og ventede på sin far der dengang arbejde i DR. Filmholdet og Instruktøren Franz Ernst troede hun ventede på dem, hun troede de var hendes fars kollegaer. Efter forvirring endte hun alligevel med at blive castet og fik hovedrollen som den unge Lone der stikker af hjemmefra. I filmen spiller hun blandt andet over for en meget ung Kim Larsen der havde en mindre rolle i filmen.
Pernille boede sammem med Troels Kløvedal i kollektivet Maos Lyst.
I sin ungdom nåede hun at medvirkede i tre film. Hun stoppede filmkarrieren i 1972 – delvis af ideologiske grunde, delvis af manglende interesse og uddannede sig til sygeplejerske.

## Film
- Ang.: Lone (1970)
- Giv Gud en chance om søndagen (1970)
- Man sku' være noget ved musikken (1972)